# Ригер, Иоганн Христоф
Иоганн-Христоф Ригер (нем. Johann Christoph Rieger; ок. 1696, Пруссия — 1774, Гаага) — российский архиятр.

## Биография
Родился в Пруссии.
В 1724 году в Лейдене представил диссертацию доктора медицины.
Имел частную практику в Москве.
В 1730 году Остерман рекомендовал его императрице Анне Иоанновне в лейб-медики. Назначен архиятром 3 января 1732 г.; в течение двух лет управлял всей медицинской частью в Российской империи, подчинялся непосредственно императрице. Добился удаления от двора архиятера И. Л. Блюментроста (место которого он и занял), а также лейб-хирурга Пагенкампфа и доктора медицины Шобера. C его участием было увеличено жалование полковым и гарнизонным лекарям, отменены ввозные пошлины на медикаменты.
В 1734 году оставил должность и уехал за границу. В последующие годы неоднократно обращался к русскому двору с просьбами о пособии, об уплате якобы недоданных за службу денег, о назначении его почётным членом Академии наук.
В книге «Introductio in notitiam rerum naturalium…» (Гаага, 1743) И. Ригер опубликовал секрет бальзамирования по системе Рюйша и перепечатал исследование Блументроста о железистых водах в Олонецкой губернии, не обладая правами на такие публикации.
Издал комментарии на афоризмы Гиппократа (Гаага, 1767), в которых Шпренгель находил много заимствований из книги Гортера.
Умер в Гааге.

## Избранные труды
- Hippocratis Coi Aphorismi, notationibus variorum illustrati / Digessit et indices necessarios addidit Jo. Chr. Rieger, Riesenburgo-Prussus. — Hagae Comitum : apud Petrum Van Cleef, 1767. — Vol. 1 [-2].
  -  — Lugduni Batavorum : apud Andr. Coster et J. Meerburg, 1778.
- Rieger J. C. Dissertatio medica inauguralis de anxietate… — Leyden : Lugduni Batavorum, 1724.[5]
- Rieger J. C. Introductio in notitiam rerum naturalium et arte factarum, quarum in communi vita, sed praecipue in medicina usus est; exponens materiam medicam seu historiam simplicium, medicamenta composita eorumque componendorum rationes et therapeuticas rationes per alphabet. ordinem dig. — Hagae Comitum : apud Petrum Gosse, 1742—1743.